# ポルタ・ヴェネツィア駅
ポルタ・ヴェネツィア駅 (Porta Venezia) は、ミラノ地下鉄1号線の駅の一つで1964年に完成した。1997年にはミラノ通行線ミラノ・ポルタ・ヴェネツィア駅との乗換駅となった。
駅はミラノのコムーネ内ポルタ・ヴェネツィア（ヴェネツィア門）の近くにある。地下駅となっている。
また、駅はミラノの市内区間にある。

## 蘊蓄
駅は建設まではオーベルダン広場の地下鉄2号線の下を直角に交差する所に準備がされていたが、結局実現しなかった。初期のATMの地図では駅は「オーベルダン」となっていた。